# Wilgotnościomierz

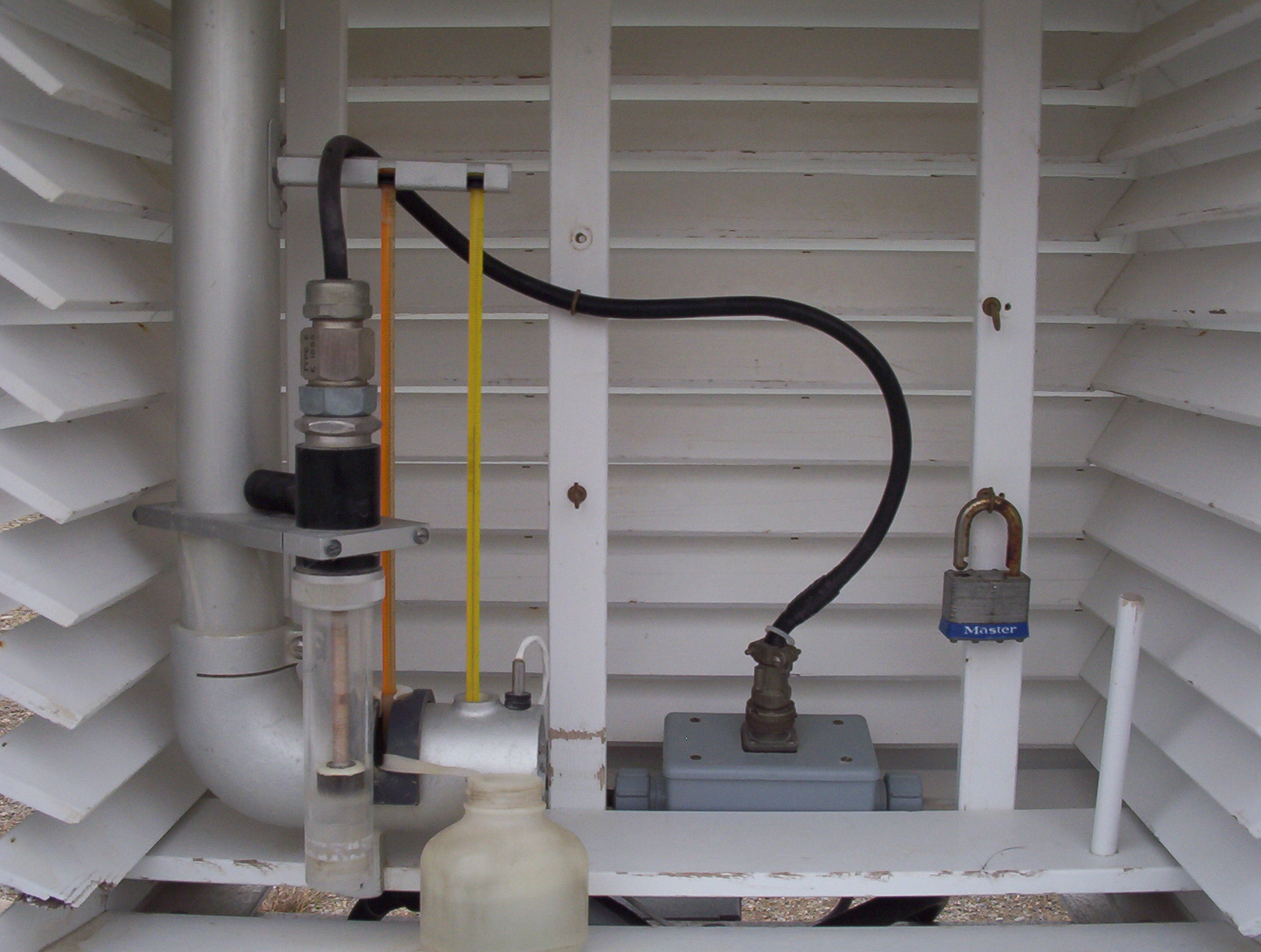
Psychrometr wewnątrz stacji meteo

Wilgotnościomierz, higrometr (gr. hygros - wilgotny, mokry) – przyrząd służący do wyznaczania wilgotności. Specjalną grupą higrometrów są psychrometry (gr. psychros - zimny, chłodny), czyli przyrządy oparte na pomiarze termometrem suchym i wilgotnym. Współczesne higrometry są często przyrządami elektronicznymi mierzącymi także temperaturę, ciśnienie czy temperaturę punktu rosy.

## Historia

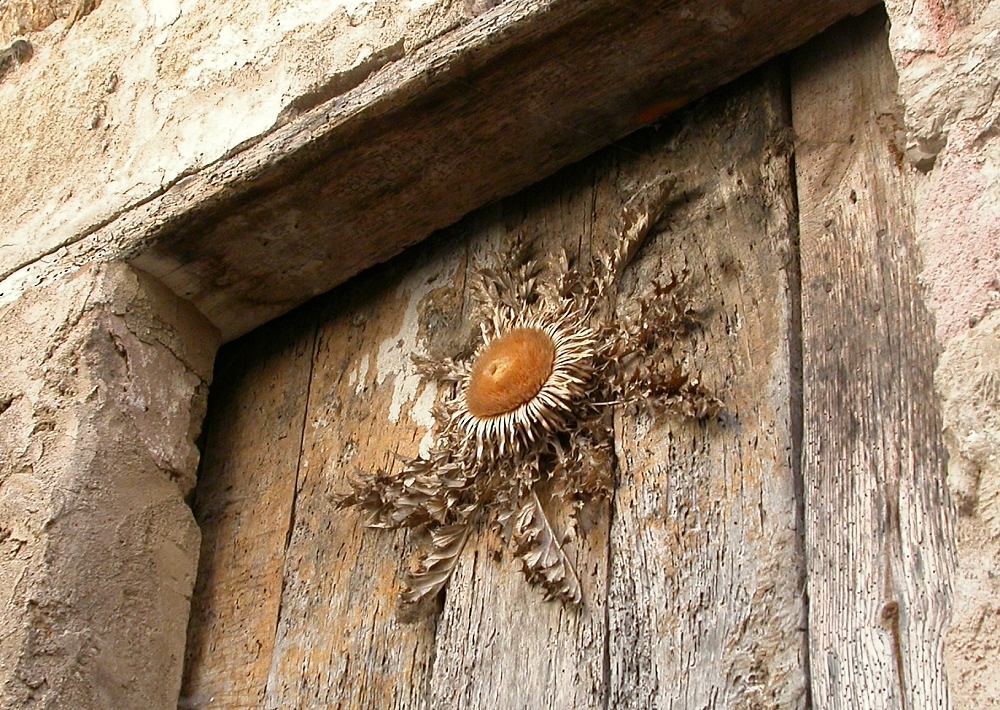
Zasuszony dziewięćsił jako wskaźnik wilgotności

Zjawisko zmian w przyrodzie w związku z rosnącą wilgotnością znane jest człowiekowi od dawna. Zaobserwować można to nie tylko po zachowaniu zwierząt, ale także roślin (zwijające się kwiaty czy suche szyszki).
Początki pomiarów wilgotności sięgają XV i XVI wieku, gdy próbowano znaleźć metodę pomiaru gęstniejącej pary wodnej w powietrzu. W 1500 roku Leonardo da Vinci zbudował higrometr, który składał się z kuli wełnianej zawieszonej na wadze, a która zmieniała swój ciężar w zależności od wchłoniętej wilgoci. W toku późniejszych badań znaleziono wiele materiałów reagujących na zmiany wilgotności, zarówno organicznych (rośliny, włosy, etc.), jak i nieorganicznych (minerały i związki chemiczne). Podstawową jednak wadą ich była utrata powtarzalności wyników pomiaru wraz ze starzeniem się elementu higroskopijnego. W związku z czym zaszła konieczność znalezienia doskonalszej metody pomiarów.

## Higrometr włosowy

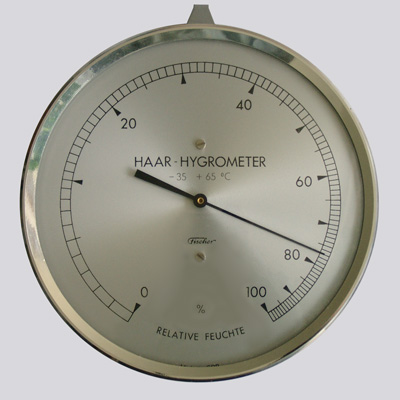
Higrometr włosowy

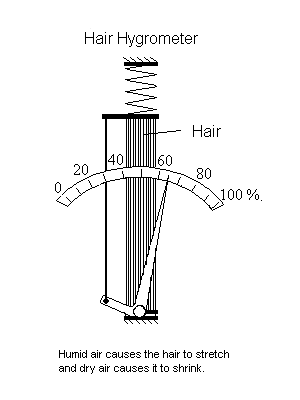
Schemat higrometru włosowego

W XVIII wieku Horace-Bénédict de Saussure wykorzystał pomysł użycia do pomiaru włosa ludzkiego lub zwierzęcego (np. koński), który zmienia swoją długość w zależności od pochłoniętej wilgoci - im bardziej mokre, tym dłuższe. Metoda ta nawiązywała do wcześniejszego pomysłu, gdzie elementem zmieniającym swoją długość wraz z wilgotnością były zwierzęce jelita. Do włosa przymocowana jest wskazówka, która obracając się na wyskalowanej tarczy wskazuje aktualną wilgotność. Wcześniej wykorzystywano go do prognozowania pogody umieszczając jako wskaźniki np. figurki zamocowane na włosie, co do dziś jest często spotykane w tzw. pogodynkach, popularnych upominkach z górskich kurortów.
W związku z faktem konieczności standaryzacji włosów i problemami z ich powtarzalnością, higrometry włosowe stosowane są jako tanie wskaźniki, bez możliwości poprawnego wzorcowania jako przyrząd pomiarowy. Stąd obecnie często spotykane są we wnętrzach pomieszczeń do obserwacji zmian wilgotności, także zamknięte w jednej obudowie razem z barometrem i termometrem.

## Higrometr kondensacyjny
Inna grupa higrometrów opiera się na zjawisku kondensacji pary wodnej na szklanych lub wykonanych z polerowanego metalu powierzchniach ochładzanych od wewnątrz. Ilość pary wodnej skroplonej na zewnętrznej powierzchni początkowo była ustalana na podstawie zmiany masy, w udoskonalonej metodzie przez pomiar temperatury przy jakiej rosa zaczyna osiadać na zewnętrznych ściankach ochładzanego naczynia - w ten sposób wyznaczono temperaturę punktu rosy. Temperatura punktu rosy określa wilgotność bezwzględną, wilgotność względna zależy też od temperatury w pomieszczeniu. Na podstawie temperatur z użyciem wzorów lub wykresów wyznacza się wilgotności.

## Psychrometry

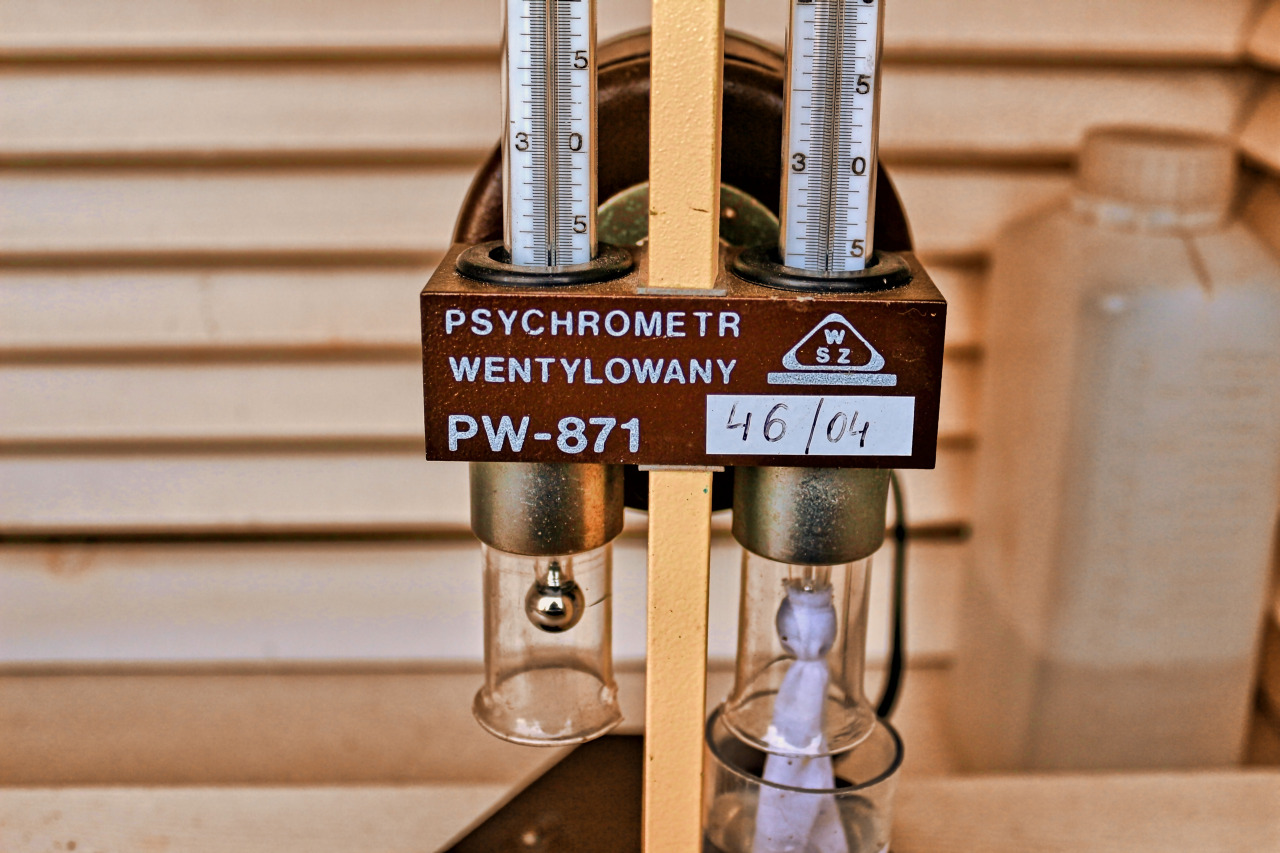

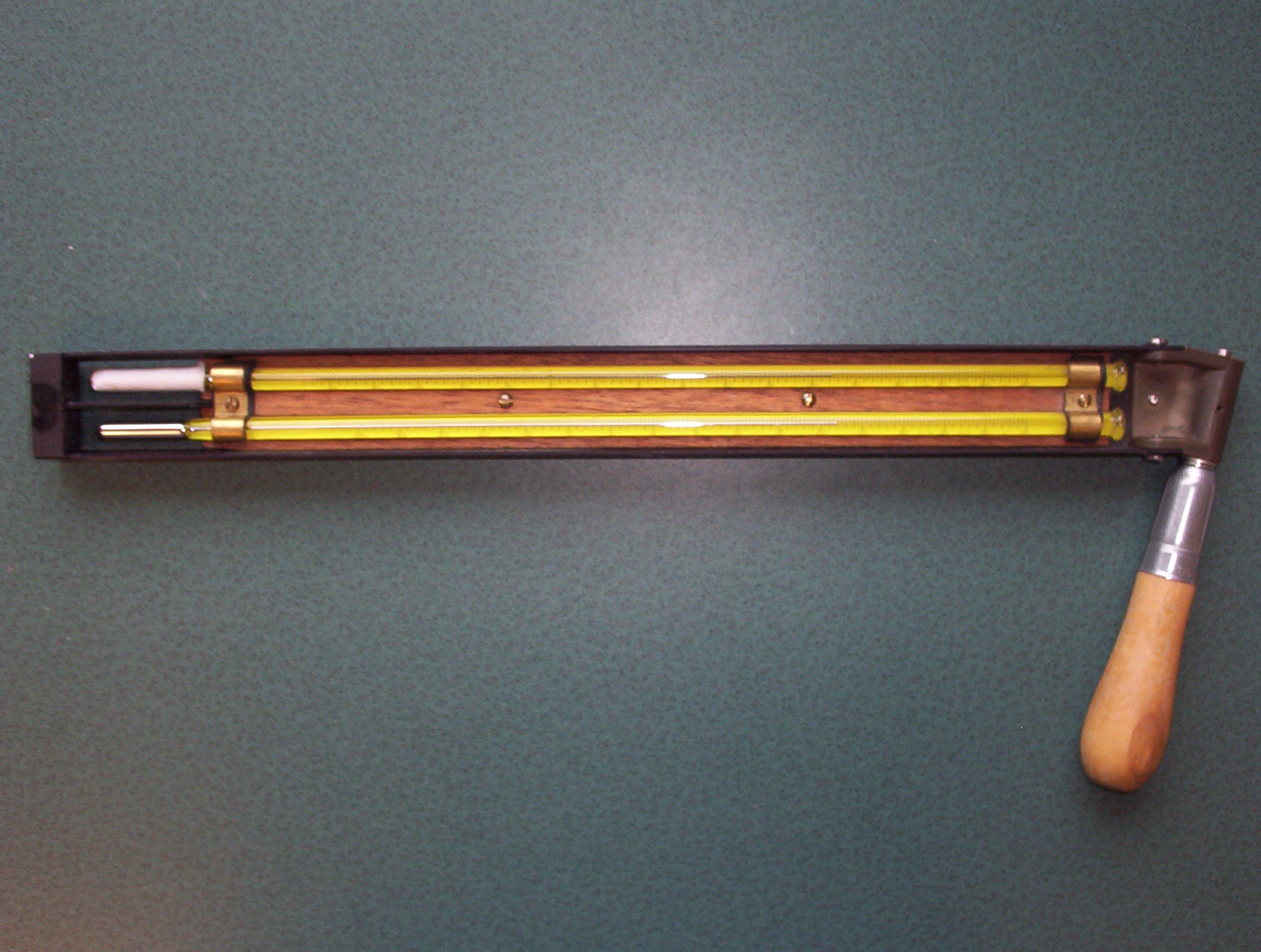
Psychrometr

Zastosowanie dwóch termometrów w higrometrze kondensacyjnym pozwoliło na opracowanie psychrometru, składającego się z dwóch termometrów: suchego i wilgotnego. Wykorzystuje on zjawisko hamowania parowania przez powietrze wilgotne i przyspieszania go przez powietrze suche. Przyrząd składa się z dwóch identycznych termometrów, z czego pojemniczek z rtęcią jednego z nich owija się kawałkiem nasiąkliwego batystu, którego jeden koniec zanurzony jest w wodzie - dzięki temu batyst okalający zbiorniczek jest ciągle wilgotny. Termometr wilgotny wskazuje temperaturę niższą niż suchy, wyjątkiem jest całkowite nasycenie powietrza parą wodną (wilgotność 100%) oraz sytuacja, gdy na termometrze wilgotnym występuje lód a wilgotność względna powietrza jest wysoka (wówczas może on pokazać nawet temperaturę wyższą od suchego termometru). Różnica psychrometryczna pozwala w dość precyzyjny sposób obliczyć wilgotność względną powietrza odczytując ją ze specjalnych tablic psychrometrycznych. By zwiększyć i uniezależnić od zmiennych ruchów powietrza Richard Aßmann zbudował Psychrometr Assmanna, w którym ruch powietrza w pobliżu termometrów jest wymuszany przez wentylator.
Metoda ta okazała się na tyle doskonała, że stosowana jest powszechnie do dziś. Zastosowanie psychrometru ogranicza rosnący błąd określenia wilgotności dla niższych temperatur. Poniżej -10 °C pomyłka odczytów o 0.1 °C powoduje błąd wskazań osiągający 6 i więcej procent (tym większy, im niższa temperatura). Stąd psychrometry uważa się za przyrządy dokładne powyżej temperatury -10 °C.

## Współczesne higrometry
Obecnie coraz trudniej jest spotkać higrometry jako samodzielne urządzenia, zwykle występują razem z innymi przyrządami do określania warunków meteorologicznych. Coraz powszechniejsze w użyciu są tzw. przenośne stacje meteo czy termohigrometry, podające takie parametry jak temperatura powietrza, temperatura punktu rosy, wilgotność względna i inne. W przypadku urządzeń elektronicznych wilgoć powoduje zmiany pojemności w czujniku sondy pomiarowej. Urządzenia te są legalizowane, wzorcowane i kalibrowane, co nie dotyczy popularnych domowych, tanich elektronicznych wskaźników bez klasy dokładności. Dużą zaletą przyrządów elektronicznych jest możliwość rejestracji elektronicznej pomiarów i monitoringu mikroklimatu, w przeciwieństwie do innych rozwiązań, gdzie istotny był odczyt wzrokowy czy rejestracja na papierze. Wadą ich jest konieczność zasilania i czas potrzebny na ustabilizowanie się odczytu z przyrządu.